# Saint-Martin-d'Arberoue
Saint-Martin-d'Arberoue è un comune francese di 320 abitanti situato nel dipartimento dei Pirenei Atlantici nella regione della Nuova Aquitania.

## Società

### Evoluzione demografica
Abitanti censiti